# Commando Hubert
Pour les articles homonymes, voir Hubert.
Le commando Hubert est l'une des sept unités des commandos marine de la Marine nationale française.
Le commando Hubert est basé à Saint-Mandrier-sur-Mer dans le Var. Les militaires de cette unité d'élite sont entraînés pour opérer dans tous les environnements (Air, Terre et Mer). Ils sont spécialisés dans l'action sous-marine et dans les actions d'antiterrorisme terrestre et maritime. Cette unité est constituée principalement de nageurs de combat tous brevetés chuteurs opérationnels.

## Historique
Créé en décembre 1947, il devient, en 1953, une unité de nageurs de combat et prend le nom de CASM (commando d'action sous-marine) Hubert. Héritier indirect du 1er bataillon de fusiliers marins commandos qui s'était constitué durant la Seconde Guerre mondiale en Grande-Bretagne, il porte le nom du lieutenant de vaisseau Augustin Hubert, tué au combat le 6 juin 1944 à Ouistreham, et qui repose au cimetière militaire britannique d'Hermanville-sur-Mer. Lors de sa création de nombreux SAS du commando Ponchardier (5e RIC - SAS B1) feront parti de l'aventure.
Il est une des rares unités de nageurs de combat de l'Armée française et forme via leur cours également des nageurs pour d'autres unités militaires ou services de l’État, comme les candidats au CPEOM de l’armée de Terre (service Action de la DGSE).
L'insigne de l'unité est orné d'une ancre de marine, d'un poignard et d'un aigle, symboles traditionnels des commandos. Elle rappelle la dimension polyvalente du commando Hubert dont les opérateurs sont des spécialistes des trois milieux (terre, air et mer), en étant à la fois nageurs de combat et chuteurs opérationnels.
Cette unité d'élite est l'homologue de la SEAL Team 6 américaine et du Special Boat Service britannique, elle est spécialisée dans le contre-terrorisme, la libération d'otages et les interventions sous-marines.

## Formation
Pour envisager d'intégrer ce commando, il faut avoir réussi le stage commando et avoir au moins cinq ans de service au sein d’un des autres commandos, tous basés en Bretagne. Chaque année, 10% des prétendants au commando parviennent à passer les différents tests : le test mental a pour but de mettre le candidat à un niveau de stress poussé, ce test étant considéré aussi dur que le test physique.

« Il faut rester des heures sous l’eau, à respirer de l’oxygène pur. Ils utilisent des tracteurs sous-marins, des mini-sous-marins ou simplement leurs palmes. Il faut être capable de s’approcher d’un objectif à la palme, puis de repartir en sens inverse. Avec systèmes de respiration qui n’émettent pas de bulles en surface, pour rester indétectable. »

— Paul Henri Desgrees du Lou, président de l’Amicale des fusiliers marins et commandos

La présélection pour envisager de passer les tests visant à intégrer ce commando est composée de tests psychotechniques, de tests de raisonnement sur des problèmes de plongée et de sécurité, d'exercices de plongée à l'air, des tests de synthèse avec de la plongée de nuit sous coque et une description des techniques avec oxygène, des tests physiques en piscine, à la course à pied et des tests de motivation. C'est après avoir effectué ces différents tests qu'il est envisageable de participer à la formation des commandos Hubert pour pouvoir y être intégré.
La formation de ces commandos, appelée « Cours de Nageurs de Combat » (CNC) a une durée de 27 semaines et se déroule autour de trois phases principales :
- elle débute par une initiation à la plongée avec oxygène pur durant 11 semaines. Le premier mois est consacré aux techniques de base de la plongée avec oxygène, une semaine est consacrée à la démolition terrestre, trois semaines sont consacrées aux exercices d'immersion discrète et aux bases du travail en binôme. Les trois semaines restantes sont consacrées à la navigation sous-marine.

- la deuxième phase de la formation, d'une durée de 11 semaines, a pour but de préparer les nageurs à une attaque. Durant les 6 premières semaines, ils apprennent les techniques nécessaires à l'approche sous-marine, la pose d'une charge explosive et l'exfiltration. Arrivent ensuite deux semaines d'épreuves basées sur les connaissances acquises durant les premières six semaines. Les trois dernières semaines sont composées d'un exercice de synthèse se déroulant dans l'Atlantique non loin de Brest.

- la dernière phase de cette formation, d'une durée de cinq semaines, est consacrée à la démolition sous-marine, au déblaiement d'un chenal d'assaut et au parachutage en mer avec oxygène. Ils effectueront également une série de plongées en profondeur et des exercices de travaux sous-marins. Les élèves ayant réussi les examens obtiennent le brevet de nageur de combats et sont ainsi affectés au commando Hubert ou à la section nautique de la DGSE, en fonction de leur choix de candidature[pas clair][5].

## Organisation

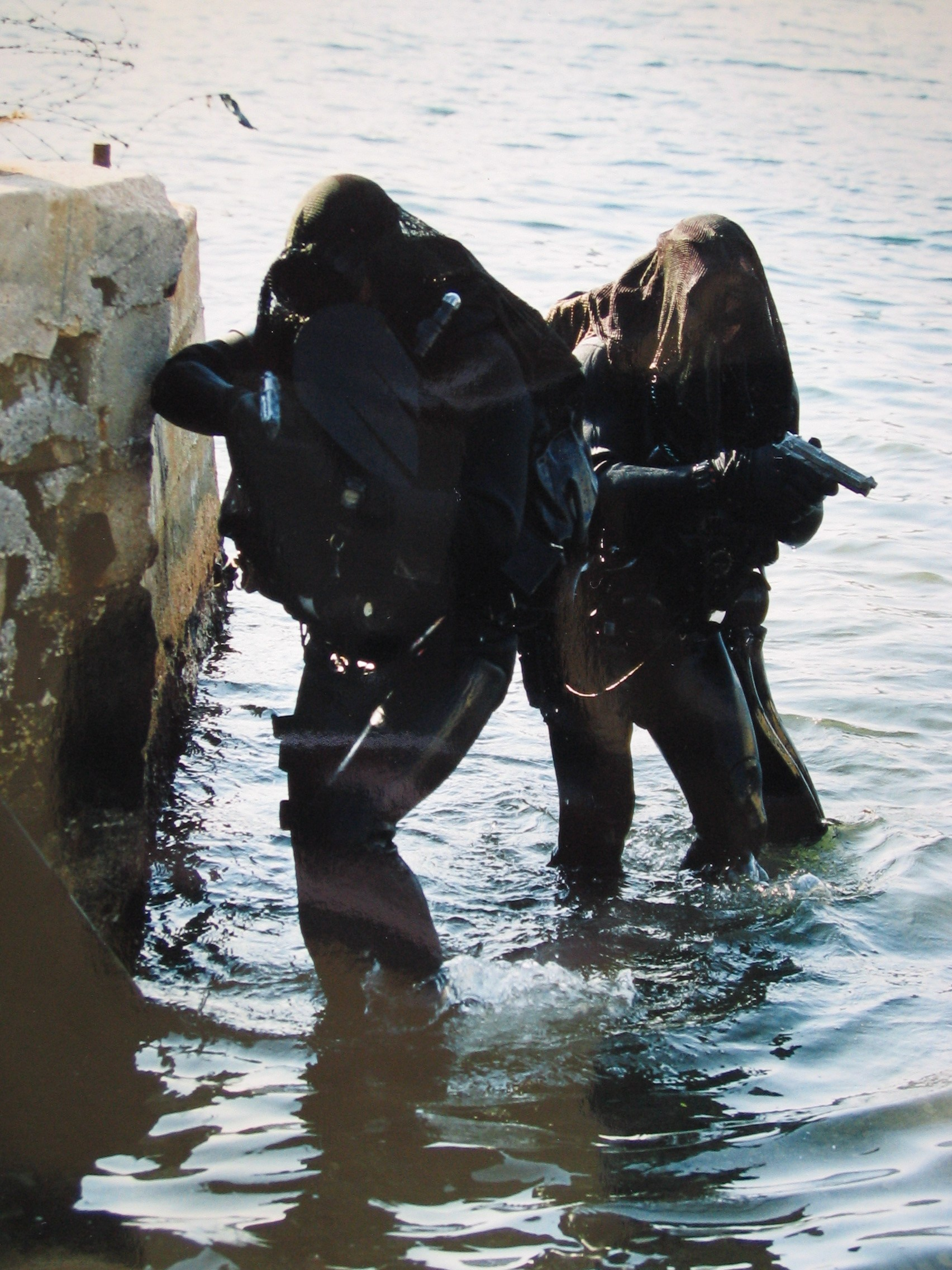
Nageurs de combat du commando Hubert de la Marine nationale.

Fort d’une centaine d’hommes, tous chuteurs opérationnels, le commando Hubert est placé sous le commandement d'un officier supérieur de la Marine nationale. Il est articulé en 2 compagnies. Chacun de ses membres sont des militaires entrainés à toutes les formes de combat.

« En plus de leurs capacités d’action sous-marines, les membres de ce commando doivent savoir se camoufler, manier l’explosif, naviguer sans problème. A ça s’ajoute la spécialité du parachutage, du maniement d’armes. C’est une structure élitiste à l'extrême, les missions auxquelles ils sont confrontés dérouteraient 98% des soldats. »

— Pascal Le Pautremat
La 1re compagnie est composée d'une cinquantaine de nageurs et se divise en cinq groupes[réf. nécessaire] ou escouades :
1. Le groupe A, cellule de commandement et de contrôle, s'occupe du soutien opérationnel de la compagnie et aligne les équipages des embarcations semi-rigides (15 membres environ) ;
2. Le groupe B a pour mission le contre-terrorisme et la libération d'otages (CTLO) en milieu maritime et terrestre. Escouade ayant une capacité à opérer sous l'eau, elle constitue l'équivalent du « groupe de combat en milieu clos » (GCMC) de Lorient. Elle travaille en étroite collaboration avec le GIGN ;
3. Le groupe C se compose des équipages de PSM (propulseurs sous-marins). Elle a pour mission d'amener à partir d'un bâtiment de surface ou d'un sous-marin les équipes de nageurs de combat devant l'objectif ;
4. Le groupe D est chargé de la reconnaissance et de l'appui. Ils ont pour mission les reconnaissances sous-marines de chenal et de plage.
5. Le groupe G est le groupe d’assaut spécialisé du commando Hubert (sur le modèle des G.A.S. de Lorient). Il est composé de commandos marine non brevetés « nageur de combat » et est spécialisé en contre-terrorisme en milieu terrestre et maritime.

La 2e compagnie sert d'unité d'appui et travaille comme une base arrière. Composée de trente personnes dont la plupart n’est pas brevetée commando, elle est organisée en plusieurs « divisions » :
- transmissions ;
- énergie/propulsion ;
- commissariat ;
- entretien ;
- conduite des navires.

## Opérations notoires

### Des années 1950 aux années 1970
- 1956 : crise du canal de Suez.
- 1960 : Paris, protection rapprochée du général de Gaulle (jusqu'en 1961).
- 1968 : Paris, nouvelle intervention à l'Élysée pour protéger le président de la République durant les événements de Mai 68.
- 1972 : Brest, protection de l'île Longue (début de la Force océanique stratégique) de 1972 à 1975.
- 1974 : canal de Suez, opération Décan 1 au lac Amer ; déminage des sites du 15 novembre au 25 décembre.
- 1975 : canal de Suez, opération Décan 2 au lac Amer ; déminage des sites du 8 mars au 11 avril puis du 11 avril au 15 mai.

### Années 1980
- 1980 : Seychelles.
- 1982 : Liban, missions Olifant jusqu'en 1986.
- 1983 : Liban, opération Acanthe. Le GLRM (groupement léger de réparation du matériel), stationné sur le port, accueille à Beyrouth, de juin à septembre, deux équipes de nageurs de combat qui ont notamment travaillé avec le 17e RGP.
- 1984 : Liban, mission du 20 février au 31 mars.
- 1985 : Moruroa.
- 1987 : Seychelles.
- 1988 : Nouvelle-Calédonie, opération Victor : assaut avec le GIGN, l'EPIGN et le 11e choc de la grotte d'Ouvéa tenue par des rebelles indépendantistes ayant pris des gendarmes en otage.
- 1989 :
  - Comores ;
  - Liban ;
  - golfe Persique, opération Oside ;
  - opérations Basilic, Capselle puis Médor.

### Années 1990
- Opération Artimon de contrôle de l'embargo envers l'Irak ; implication épisodique jusqu'en 1995.
- 1990 : Liban, opérations Glycine puis Hortensia.
- 1991 :
  - Koweït ;
  - Somalie ;
  - participation aux opérations menées dans le cadre de la guerre du Golfe (embargo, déminage…) ;
  - opération Badge ;
  - exfiltration du général Michel Aoun de l'ambassade de France à Beyrouth (août) ;
  - évacuation de ressortissants étrangers.
- 1992 :
  - Haïti ;
  - Djibouti ;
  - Bosnie, reconnaissance de plages et de ports durant la mission Hortensia ;
  - mission Isboukir ;
  - Opérations Balbuzard et Sharp Guard, et soutien aux forces terrestres engagées en ex-Yougoslavie - implication épisodique jusqu'en 1996 ;
  - opération Oryx en Somalie, effectuée avec le commando Jaubert dans le cadre du COS.
- 1994 : Yémen.
- 1995 :
  - Moruroa, protection des installations de tir contre Greenpeace durant l'opération Nautile
  - Comores
- 1996 :
  - Afghanistan ;
  - Bosnie ;
  - missions Salamandre et IFOR.
- 1997 :
  - Albanie, mission Alba pour récupérer des ressortissants et effectuer des reconnaissances de plages par les commandos Jaubert et Hubert ;
  - Congo ;
  - mer du Nord ;
  - Caraïbes ;
  - TAAF ;
  - mission SFOR par les Commando de Montfort et Hubert ;
  - mission Pélican assurée dans le cadre du COS par les Commando de Montfort et Hubert.
- 1998 :
  - Guinée-Bissau ;
  - Congo, mission Iroko ;
  - mission Malachite.
- 1999 : mission KFOR en Macédoine et au Kosovo.

### Années 2000
- 2000 : Bosnie, capture à Pale, par le commando Hubert et le 13e RDP, de Momčilo Krajišnik, « bras droit » de Radovan Karadžić et inculpé par le tribunal pénal international pour l'ex-Yougoslavie de crimes contre l'humanité.
- 2001 : Afghanistan.
- 2008 :
  - avril, le commando participe à l'opération Thalathine (libération d'otages sur un voilier au large de la Somalie) ;
  - septembre, le commando participe à une opération en mer pour libérer deux otages français sur leur voilier, le Carré d'As, retenus par des pirates somaliens[7].
- 2009 : participation en avril de nageurs du commando à l'opération Tanit[8] (libération d'otages sur un voilier au large de la Somalie).

### Années 2010
- 2011 : seconde bataille de Tripoli en août.
- 2013 : opération Serval au Mali.
- 2014 : évacuation de ressortissants français et étrangers de Tripoli, avec le GIGN[9].
- 2019 : combat de Gorom-Gorom : libération, dans la nuit du 9 au 10 mai, de 4 otages (2 Français, 1 Américaine, 1 Sud-Coréenne) dans le nord du Burkina Faso. Les maîtres Alain Bertoncello et Cédric de Pierrepont ont trouvé la mort dans cette opération[10].

## Documentaires
Au fil du temps, un certain nombre de documentaires ont été réalisés sur cette unité spéciale. La plupart se trouvent gratuitement sur YouTube.
En 2023 est sorti un documentaire réalisé par Foilidaire - média de la mer.
En septembre 2024 ce documentaire compte plus de 555 mille vues.

## Fanion
Le 24 mai 2012, son fanion est décoré de la croix de la Valeur militaire avec une palme. Le 18 juin 2014, il est décoré d'une seconde palme, portant attribution de la fourragère aux couleurs de la Croix de la Valeur Militaire.

### Documentaires
En 2023 est sorti un documentaire réalisé par Alex Folidaire - vidéos sur la mer.
Au 24 juillet 2023 ce documentaire compte plus de 425 mille vues.
Il se trouve sur YouTube :
- « Documentaire sur le commando Hubert maritime des fusiliers marins et commandos ».